# Encantado (Río Grande del Sur)
Encantado es un municipio brasileño del estado de Río Grande del Sur.
Se encuentra ubicado a una latitud de 29º14'10" Sur y una longitud de 51º52'11" Oeste, estando a una altitud de 58 metros sobre el nivel del mar. Su población estimada para el año 2004 era de 19.558 habitantes.